# U-860
U-860 — большая океанская немецкая подводная лодка типа IXD2 времён Второй мировой войны. Заказ на постройку субмарины был отдан 5 июня 1941 года. Лодка была заложена 15 июня 1942 года на верфи компании АГ Везер в Бремене под строительным номером 1066, спущена на воду 23 марта 1943 года, вошла в строй 12 августа 1943 года под командованием корветтен-капитана Пауля Бюхеля.

## Флотилии
- 12 августа 1943 года — 31 марта 1944 года 4-я флотилия (учебная)
- 1 апреля — 15 июня 1944 года 12-я флотилия

## Боевая служба
Лодка совершила один боевой поход, успехов не достигла.
Потоплена 15 июня 1944 года в Южной Атлантике, к югу от острова Святой Елены, в районе с координатами 25°27′ ю. ш. 05°30′ з. д., глубинными бомбами и ракетами с семи американских самолётов типов «Эвенджер» и «Уайлдкет» из авиагруппы эскортного авианосца USS Solomons. 42 человека погибли, 20 выжили.